# Lista de deputados estaduais de Santa Catarina da 17.ª legislatura
Lista dos deputados estaduais de Santa Catarina - 16ª legislatura (2011 – 2015).

## Composição das bancadas
| Partido | Líder                  | Bancada | Posição  |
| ------- | ---------------------- | ------- | -------- |
| PMDB    | Aldo Schneider         | 11 / 40 | Governo  |
| PSD     | Kennedy Nunes          | 8 / 40  | Governo  |
| PT      | Jailson Lima           | 7 / 40  | Oposição |
| PP      | Silvio Dreveck         | 5 / 40  | Oposição |
| PSDB    | Gilmar Knaesel         | 5 / 40  | Governo  |
| DEM     | Narcizo Parisotto      | 1 / 40  | Governo  |
| PPS     | Taxista Voltolini      | 1 / 40  | Governo  |
| PCdoB   | Angela Albino          | 1 / 40  | Oposição |
| PSOL    | Sargento Amauri Soares | 1 / 40  | Oposição |

## Deputados estaduais
| Nº | Deputado               | Partido                                            |
| -- | ---------------------- | -------------------------------------------------- |
| 1  | Ada de Luca            | Partido do Movimento Democrático Brasileiro (PMDB) |
| 2  | Aldo Schneider         | Partido do Movimento Democrático Brasileiro (PMDB) |
| 3  | Antonio Aguiar         | Partido do Movimento Democrático Brasileiro (PMDB) |
| 4  | Carlos Chiodini        | Partido do Movimento Democrático Brasileiro (PMDB) |
| 5  | Dirce Heiderscheidt    | Partido do Movimento Democrático Brasileiro (PMDB) |
| 6  | Edison Andrino         | Partido do Movimento Democrático Brasileiro (PMDB) |
| 7  | Manoel Mota            | Partido do Movimento Democrático Brasileiro (PMDB) |
| 8  | Mauro de Nadal         | Partido do Movimento Democrático Brasileiro (PMDB) |
| 9  | Moacir Sopelsa         | Partido do Movimento Democrático Brasileiro (PMDB) |
| 10 | Paulo França           | Partido do Movimento Democrático Brasileiro (PMDB) |
| 11 | Valdir Cobalchini      | Partido do Movimento Democrático Brasileiro (PMDB) |
| 12 | Ana Paula Lima         | Partido dos Trabalhadores (PT)                     |
| 13 | Dirceu Dresch          | Partido dos Trabalhadores (PT)                     |
| 14 | Jailson Lima da Silva  | Partido dos Trabalhadores (PT)                     |
| 15 | Luciane Carminatti     | Partido dos Trabalhadores (PT)                     |
| 16 | Neodi Saretta          | Partido dos Trabalhadores (PT)                     |
| 17 | Pedro Baldissera       | Partido dos Trabalhadores (PT)                     |
| 18 | Volnei Morastoni       | Partido dos Trabalhadores (PT)                     |
| 19 | Angela Albino          | Partido Comunista do Brasil (PCdoB)                |
| 20 | Ciro Roza              | Partido Social Democrático (PSD)                   |
| 21 | Darci de Matos         | Partido Social Democrático (PSD)                   |
| 22 | Gelson Merisio         | Partido Social Democrático (PSD)                   |
| 23 | Ismael dos Santos      | Partido Social Democrático (PSD)                   |
| 24 | Jean Kuhlmann          | Partido Social Democrático (PSD)                   |
| 25 | José Nei Ascari        | Partido Social Democrático (PSD)                   |
| 26 | Kennedy Nunes          | Partido Social Democrático (PSD)                   |
| 27 | Maurício Eskudlark     | Partido Social Democrático (PSD)                   |
| 28 | Dóia Guglielmi         | Partido da Social Democracia Brasileira (PSDB)     |
| 29 | Gilmar Knaesel         | Partido da Social Democracia Brasileira (PSDB)     |
| 30 | Marcos Vieira          | Partido da Social Democracia Brasileira (PSDB)     |
| 31 | Nilson Gonçalves       | Partido da Social Democracia Brasileira (PSDB)     |
| 32 | Serafim Venzon         | Partido da Social Democracia Brasileira (PSDB)     |
| 33 | Eni Voltolini          | Partido Progressista (PP)                          |
| 34 | Joares Ponticelli      | Partido Progressista (PP)                          |
| 35 | José Milton Scheffer   | Partido Progressista (PP)                          |
| 36 | Silvio Dreveck         | Partido Progressista (PP)                          |
| 37 | Valmir Comin           | Partido Progressista (PP)                          |
| 38 | Narcizo Parisotto      | Democratas (DEM)                                   |
| 39 | Sargento Amauri Soares | Partido Socialismo e Liberdade (PSOL)              |
| 40 | Taxista Voltolini      | Partido Popular Socialista (PPS)                   |